# 須原屋三郎兵衛
須原屋 三郎兵衛（すはらや さぶろべえ、生没年不詳）とは江戸時代の江戸の地本問屋である。

## 来歴
北畠氏。浮世絵師の北尾重政の生家であった。大店の須原屋茂兵衛のもとで年季奉公した功績により、のれん分けを許されている。明和安永年間に江戸の小伝馬町1丁目において地本問屋を営業している。重政の横大判の錦絵『浮絵安芸国佐伯郡厳嶋図』を出版している。